# Jeff Stanton
Jeffrey Eric Stanton, conegut com a Jeff Stanton   (Coldwater, 18 de juny de 1968) i anomenat SIX TIME ("sis vegades") al món de les curses, és un antic pilot professional de motocròs nord-americà que va competir als Campionats AMA entre el 1988 i el 1994. El seu sobrenom li ve dels sis títols de campió AMA (tres de motocròs i tres de supercross) que va obtenir entre el 1989 i el 1992.
Stanton va començar a competir com a pilot privat amb una Yamaha abans d'entrar a l'equip oficial d'Honda, amb el qual va córrer la major part de la seva carrera i va guanyar els seus sis campionats AMA entre altres èxits. Durant tres anys seguits (del 1989 al 1991) va formar part de l'equip dels Estats Units que guanyà el Motocross des Nations. A banda, va guanyar quatre Grans Premis, entre ells el dels Estats Units de 250cc, el qual va guanyar tres anys seguits (1990-1992). El 1992, a més, va guanyar el primer campionat del món de supercross mai celebrat.
Retirat del motocròs professional el 1994, va fer de consultor a American Honda, on va formar els pilots oficials de la marca fins que va ser acomiadat quan la indústria de la moto va entrar en crisi. Del 2012 al 2014 va fer d'entrenador particular de Justin Barcia. Al llarg de la seva vida, Stanton ha rebut nombrosos honors i ha estat incorporat a diversos salons de la fama, entre ells l'AMA Motorcycle Hall of Fame.

## Vida personal
Jeff és Fill d'Erwin i Mary Stanton. Casat amb Sara Knowles el 1992, el matrimoni té dos fills: Siana (1996) i Toren (1999). Stanton continua en actiu a la granja familiar on es va criar i participa sovint en curses locals amb el seu fill Toren. El 2006, per exemple, va guanyar dues curses a la tradicional Red Bud Grass Race (la de motocicletes amb monoamortidor i la de doble amortidor).

## Palmarès

### Títols per any
| Any  | Motocicleta | Campionat             | Classe |
| ---- | ----------- | --------------------- | ------ |
| 1985 | Yamaha      | Florida Winter AM     | 250cc  |
| 1985 | Yamaha      | Florida Winter AM     | 500cc  |
| 1985 | Yamaha      | NMA Amateur           | 250cc  |
| 1985 | Yamaha      | NMA Amateur           | 500cc  |
| 1985 | Yamaha      | AMA Amateur           | 250cc  |
| 1985 | Yamaha      | AMA Amateur           | 500cc  |
| 1986 | Yamaha      | CMC Trans-Cal         | 250    |
| 1986 | Yamaha      | CMC Trans-Cal         | 500    |
|      |             |                       |        |
| 1989 | Honda       | AMA Supercross        | 250cc  |
| 1989 | Honda       | AMA Motocross         | 250cc  |
| 1989 | Honda       | Motocross des Nations | -      |
| 1990 | Honda       | AMA Supercross        | 250cc  |
| 1990 | Honda       | AMA Motocross         | 250cc  |
| 1990 | Honda       | Motocross des Nations | -      |
| 1990 | Honda       | Masters of Motocross  | -      |
| 1991 | Honda       | Motocross des Nations | -      |
| 1992 | Honda       | AMA Supercross        | 250cc  |
| 1992 | Honda       | AMA Motocross         | 250cc  |
| 1992 | Honda       | World Supercross      | -      |

### Resum
- 3 Campionats AMA de motocròs 250cc
- 3 Campionats AMA de supercross 250cc
- 3 Motocross des Nations
- 1 Campionat del Món de supercross
- 2 Campionats AMA Amateur (250 i 500cc)
- 2 Campionats NMA Amateur (250 i 500cc)
- 2 Campionats CMC Trans-Cal (250 i 500cc)
- 2 Campionats Florida Winter-AM (250 i 500cc)
- 1 Masters of Motocross

## Premis
- AMA Pro Rookie of the Year (1987)
- Mickey Thompson Award of Excellence (1989 i 2008)
- AMA Pro Athlete of the Year (1990)
- AMA Motorcycle Hall of Fame (2000)
- Red Bud Track & Trail Hall of Fame (2002)
- Daytona International Speedway Hall of Fame (2006)